# Hrísey
Hrísey er en ø yderst i Eyjafjörður, ca. 35 km nord for Akureyri i det nordlige Island. Øen har et areal på 7,67 km², er 7,5 km lang og 2,5 km bred. Den er dermed Islands tredjestørste ø efter Heimaey. Øen har været en selvstændig kommune, men blev 2004 en del af Akureyri kommune. I dag er der omkring 200 fastboende på øen, og fiskeri er fortsat øens vigtigste indtægtskilde. På øen befinder der sig også en karantænestation for kvæg, grise og andre husdyr.
På den sydlige del af øen ligger bygden Hrísey med skole, børnehave, posthus, bank, supermarked, fiskeri og færgehavn.
Øens folkeskole Grunnskólinn í Hrísey har ca. 25 elever og 5 lærere.
Der er færgeforbindelse til Hrísey fra Árskógssandur med færgen Sævar, der ca. hver anden time sejler den ca. 15 minutter lange tur.
Nord for fyrtårnet fra 1920 ligger øens højeste punkt, det 110 meter høje "Bratti".
Hrísey er dannet af basaltisk lava i perioderne med vulkansk aktivitet for 11-12 million år siden. Geotermiske kilder findes í öen. Hríseys huse og udendørs svømmebassin er opvarmet af varmt vand, der er hentet fra et borehul på øens vestside. Drikkevandet kommer også fra en underjordisk kilde.
Hrísey har været beboet siden landnamstiden. I midten af 1800-tallet begyndte norske og svenske fiskere at bruge øen som base, og fra slutningen af 1800-tallet blev der etableret en fabrik for saltning af sild. Fra begyndelsen af 1900-tallet var Hrísey et af Islands vigtigste steder for sildefiskeri. Overfiskning førte til, at fiskeindustrien på Island i 1960erne stagnerede, og det førte til, at Hríseys sidste fryseri måtte lukke i 1999.
Hrísey Kirke blev indviet den 26. august 1928. Kirkens arkitekt var Guðjón Samúelsson.
Forbud mod jagt og manglen på naturlige rovdyr har gjort øen til et ideelt område for fugle. Den nordlige del af Hrísey, Ystabæjarland, er et privatejet naturreservat. Blandt øens ca. 40 fuglearter er fjeldrype, havterne og edderfugl.
De invasive plantearter Vild Kørvel, Lupin og Kvan dækker efterhånden ca. 15 procent af øens areal, og for at genskabe det tidligere typiske lyngområde har kommunen fra 2009 sået frø fra den islandske flora.

## Turisme
Der er butik, campingplads, sommerrestaurant og sportsplads.
Om sommeren er det for turisterne muligt at tage på en 40 minutters tur med traktor og vogn og og på en ca. 2 timers vandretur ud til fyrtårnet med guide. Der er tre markerede vandrestier med informationsskilte på den sydlige halvdel af øen.
Der tilbydes også bådture fra Hrísey.
- Hrísey set fra Árskógssandur Havn
- Hrisey Havn
- Hrísey Kirke